# Bithurammina
Bithurammina es un género de foraminífero bentónico de la subfamilia Pseudostaffellinae, de la familia Ozawainellidae, de la superfamilia Fusulinoidea, del suborden Fusulinina y del orden Fusulinida. Su especie tipo es Parathurammina aff. dagmarae, el cual es un homónimo posterior de Parathurammina dagmarae Suleymanov, 1945 (especie-tipo de Parathurammina, y por tanto el género debiera ser invalidado. Su rango cronoestratigráfico abarca desde el Carbonífero hasta el Pérmico.

## Discusión
Clasificaciones más recientes incluyen Bithurammina en la superfamilia Ozawainelloidea, y en la subclase Fusulinana de la clase Fusulinata. Otras clasificaciones incluyen Bithuramminaen la familia Pseudostaffellidae.

## Clasificación
Bithurammina incluye a las siguientes especies:
- Bithurammina angulata †
- Bithurammina sphaerica †